# Перень (Гинчештський район)
Перень (рум. Pereni) — село у Гинчештському районі Молдови. Входить до складу комуни, адміністративним центром якої є село Пашкань.

## Населення
За даними перепису населення 2004 року у селі проживала 1331 особа.
Національний склад населення села:
| Національність   | Кількість осіб | Відсоток   |
| ---------------- | -------------- | ---------- |
| молдавани румуни | 1312 11        | 98,6% 0,8% |
| українці         | 3              | 0,2%       |
| росіяни          | 3              | 0,2%       |
| цигани           | 2              | 0,2%       |
| Всього           | 1331           | 100%       |